# 京都市立西院中学校
京都市立西院中学校（きょうとしりつ さいいんちゅうがっこう）は、京都府京都市右京区西院矢掛町にある公立中学校である。

## 沿革
- 1947年5月15日 京都市立西院中学校として西院第一小学校に併設され開校
- 1948年4月17日 現在地に移転，元西院第二小学校を独立校舎として入学式挙行
  - 9月16日 西校舎２階増築完成
- 1949年3月28日 南校舎２階増築完成
- 1952年3月20日 新制度中学校実施５周年記念式挙行
- 1957年3月8日 体育館竣工
- 1960年3月22日 鉄筋新校舎竣工
- 1961年11月 4日 木造新校舎竣工
- 1964年9月26日 本館竣工
- 1971年4月 本館増築
- 1973年7月 プール完工
- 1977年4月20日 新制度中学校 30 周年記念式挙行
- 1978年 ～ 79年 文部省・市教委「生徒指導」指定研究
- 1981年 ～ 82年 市教委「社会科」指定研究校
- 1988年8月 体育館（特別教室含む）新築竣工。本館改築
- 1988年～89（平成元年度） 文部科学省・市教委「豊かな心を育む教育」指定研究校
- 1991年 ～ 93年度 福祉教育協力校
- 1993年 ～ 1993年度 フロンティアスクール（理科）の実践
- 1996年 ～ 1997年度 文部省・市教委「豊かな心を育む教育」指定研究校
- 1997年10月1日 創立５０周年記念式挙行
- 1998年 ～ フロンティアスクール（道徳）の実践 　11月4日 第50回教育功労者表彰受賞
- 1999年 ～ フロンティアスクール（道徳）の実践
- 2000年11月9日 第34回全国中学校道徳教育研究報告会
- 2001年6月16日 プール完工 11月6日 教育功労者表彰受賞（学校表彰）  9月7日 カウンセリングルーム・談話室完工
- 2002年5月18日 ふれあいルーム開所
- 2005年2月6日 LL教室を多目的室に改築　3月31日 普通教室の空調設備工事完工 耐震工事完工
- 2008年2月8日 文部科学省 国語力向上モデル事業推進校 小中合同発表　8月26日 小中一貫教育校指定　12月 5日 学校支援地域本部事業実践区指定
- 2009年12月4日 文部科学省「学校支援地域本部事業」実践校指定(2年次) 小中一貫教育校指定小中合同発表(2年次)
- 2012年2月3日 小中一貫研究主題に基づく小中合同研究 27年 4月 SSH 事業「科学技術人材育成重点枠」に係る連携校の指定
- 2016年4月 SSH 事業「科学技術人材育成重点枠」に係る連携校の指定（継続）
- 2017年4月 SSH 事業「科学技術人材育成重点枠」に係る連携校の指 （3年目）
- 2018年4月 SSH 事業「科学技術人材育成重点枠」に係る連携校 （4年目）
- 2019年4月 SSH 事業「科学技術人材育成重点枠」に係る連携校 （5年目）
- 2020年4月 令和2年度堀川高校を中核とした探究活動の推進校に指定

## 校是

### 夢から志へ ～ 志確かに “今より生きる！”

#### 教育目標
○ 広い視野をもち，多様な価値観を大切にし，自らの生き方や社会の在り方を創造していくこ とができる人間の育成 ○ 常に学ぶ姿勢を大切にし，将来にわたって，豊かにたくましく生き抜くことができる人間の 育成 ○ 礼節を重んじ，自他の存在を尊重し，命を何よりも大切に生きていくことができる人間の育成 

#### めざす子ども像
○ すべての学びを生き方に照らして捉えることができる子ども ○ すべての学びを“生きてはたらく力”にまで高め，蓄えていくことができる子ども ○ あらゆる場面で，自分らしく，そして仲間とともに協働することができる子ども 

#### 生徒努力目標（西院小学校・西院中学校共通）
１．人を大切にしよう ２．言動を正しくしよう ３．学力を高めよう 
【学校教育目標を達成するための重点】 ～ 一人一人の自尊感情と自己有用感の高まりをめざして ～ 
＊ キャリア教育の充実
① “生き方”にはたらく教科・領域の取組の推進 ② 進路学習・ファイナンスパーク事業・チャレンジ体験事業の取組などに積極的に 参画し，自らの将来を展望する機会の充実 
＊ 学力の向上と深化 
① 生徒一人一人の学力向上につながる主体的・意欲的な学びを引き出す授業の創造 ② 生徒自らが課題を見つけ，追究していくことができる探究活動の推進 ③ 伝え合い，高め合い，深め合う言語活動の推進
＊ 人権教育と道徳教育の充実 
① 支え合い，高め合う集団づくりを軸に，認め合い，差別を許さない人権感覚の育成 ② 高い倫理観と正しく判断する力を身につけ行動する生徒の育成
＊ 「自主企画・自主運営」での生徒活動の充実 
① 「自主企画・自主運営」を実践する力を身につけ，主体的に参画する生徒の育成 ② 生徒会を中心に生徒自身の自治による活動の推進 
＊ 基本的生活習慣とたくましさを身につけるための支援の充実
① 心豊かな学校生活・家庭生活を計画的・創造的に過ごすことができる生徒の育成 ② 心身ともに健康であることの大切さを感じ，健康・体力増進に努めることができる生 徒の育成 

## 姉妹校
- 韓国・世道中学校[3] - 韓国語講座や修学旅行など交流を行なっている

## 通学区域が隣接している学校
- 京都市立四条中学校
- 京都市立西京極中学校
- 京都市立七条中学校
- 京都市立朱雀中学校
- 京都市立西ノ京中学校